# 复序飘拂草
大畦畔飘拂草（学名：Fimbristylis bisumbellata），又名复序飘拂草，为莎草科飘拂草属下的一个种。

## 扩展阅读
- 維基物種上的相關：大畦畔飘拂草